# 小行星7669
小行星7669（英語：7669 Malse）是一颗围绕太阳公转的小行星。1995年8月4日，米洛什·季希、茲德內克·莫拉維克在克列特发现了此天体。
这颗小行星的绝对星等为273.3886121996543等。